# Projekt 01010
Das Projekt 01010 bezeichnet einen russischen Küstenmotorschiffstyp.

## Geschichte
Der Schiffstyp wurde vom Schiffsarchitekturbüro CDB Vympel in Nischni Nowgorod entworfen. Von dem Schiffstyp wurden Anfang der 2000er-Jahre vier Einheiten auf der Severnaya Verf in Sankt Petersburg für die North-Western Shipping Company gebaut. North-Western Shipping Company schloss sich im Sommer 2020 mit Volga Shipping zusammen, wodurch die Schiffe zu Volga Shipping kamen.
Der Schiffstyp ist für die europäische Küstenschifffahrt konzipiert und kann auch auf den russischen Binnengewässern eingesetzt werden.
Der auch als Typ Valdai bezeichnete Schiffstyp wurde zum Typ Rusich weiterentwickelt.

## Beschreibung
Die Schiffe werden von zwei Viertakt-Sechszylinder-Dieselmotoren des Typs Wärtsilä 6L20 mit jeweils 1080 kW Leistung angetrieben. Die Motoren wirken auf zwei Verstellpropeller. Für die Stromerzeugung stehen drei von Dieselmotoren mit jeweils 160 kW Leistung angetriebene Generatoren zur Verfügung. Weiterhin wurde ein von einem Dieselmotor mit 80 kW Leistung angetriebener Notgenerator verbaut. Die Schiffe sind mit einem mit 160 kW Leistung angetriebenen Bugstrahlruder ausgestattet.
Die Schiffe verfügen über drei boxenförmige Laderäume. Laderaum 1 und 3 sind jeweils 26,98 m lang, Laderaum 2 ist 29,82 m lang. Die Räume sind 12,6 m breit und 8 m hoch. Die Gesamtkapazität der Laderäume beträgt rund 8360 m³. Die Tankdecke kann mit 10 t/m², die Lukendeckel können mit 1,75 t/m² (Luke 1) bzw. 1,3 t/m² (Luke 2 und 3) belastet werden. Die Laderäume sind mit Faltlukendeckeln verschlossen.
Die Schiffe sind für den Transport von Containern vorbereitet. Die Containerkapazität beträgt 267 TEU. Davon finden 180 TEU in den Laderäumen und 87 TEU an Deck Platz. Für Kühlcontainer stehen zwanzig Anschlüsse zur Verfügung.
Das Deckshaus befindet sich im hinteren Bereich der Schiffe. Die Schiffe sind für eine zehnköpfige Besatzung eingerichtet. Die Brücke ist vollständig geschlossen. Zur Unterquerung von Brücken können die Masten geklappt werden.
Am Heck befindet sich ein Freifallrettungsboot. Der Rumpf der Schiffe ist eisverstärkt (russische Eisklasse „Ice2“). Die Schiffe können 20 Tage auf See bleiben.

## Schiffe
| Projekt 01010            | Projekt 01010 | Projekt 01010 | Projekt 01010 | Projekt 01010              |
| Bauname                  | Baunummer     | IMO-Nummer    | Ablieferung   | Spätere Namen und Verbleib |
| ------------------------ | ------------- | ------------- | ------------- | -------------------------- |
| Sv. Apostol Andrey       | 901           | 9247601       | Dezember 2002 |                            |
| Sv. Knyaz Vladimir       | 902           | 9247613       | März 2003     |                            |
| Sv. Alexiy               | 903           | 9247625       | November 2003 | 2003: Svyatitel Aleksiy    |
| Sv. Georgiy Pobedonosets | 904           | 9247637       | August 2003   |                            |

Die Schiffe sind nach orthodoxen Heiligen benannt. Sie werden unter der Flagge Russlands betrieben.